# Hijuelas
Hijuelas is een gemeente in de Chileense provincie Quillota in de regio Valparaíso. Hijuelas telde 17.988 inwoners in 2017 en heeft een oppervlakte van 267 km².